# Punto de enturbiamiento
En la industria petrolera, punto de enturbiamiento o punto de gel refiere a la temperatura bajo la cual la parafina o cera contenida en aceites lubricantes, en combustibles diésel o biodiesels forma un aspecto turbio. La presencia de ceras o parafinas solidificadas hacen espesar el aceite lubricante y obstruye los filtros de combustible e inyectores en motores diésel. Los depósitos de cera también se acumula en superficies frías (p. ej. tubería o intercambiador de calor) y forma una emulsión con agua. Por tanto, el punto de enturbiamiento indica la tendencia del aceite a taponamiento de filtros u orificios pequeños a temperaturas frías de funcionamiento.
En aceites crudos o pesados, el punto de enturbiamiento es sinónimo de temperatura de precipitación de cera.
El punto de enturbiamiento de un tensoactivo no iónico o solución de glicol es la temperatura en la que la mezcla empieza a experimentar separación y aparición de dos fases líquidas, creado el aspecto turbio. Este comportamiento es característico de los tensoactivos no iónicos conteniendo cadenas de polietilenglicol, los cuales exhiben solubilidad inversa de temperatura en agua. La salinidad afecta al punto de enturbiamiento, siendo generalmente menor en fluidos más salinos.

## Medida del punto de enturbiamiento en productos petroquímicos

### Método manual
El aceite sometido a la prueba requiere ser transparente en capas 40mm de grosor (ASTM D2500). Se enfría el líquido hasta que se forman unas lentejuelas blanquecinas o de aspecto lechoso. El punto de enturbiamiento sería la temperatura en qué estos cristales empiezan a aparecer.
La muestra se vierte primero en una probeta aproximadamente hasta la mitad. Se pone un termómetro embutido en un corcho, que a su vez tapa la probeta. El extremo del termómetro que mide la temperatura se pone al fondo de la probeta. Entonces, la probeta se somete a un enfriamiento lento y constante en un baño de líquido enfríado hasta llegar al punto de enturbiamiento.
En cada 1 °C de bajada, se inspecciona la muestra para comprobar el enturbiamiento. La temperatura de enfriamiento del líquido debe ser estable en al menos 1.5 K para esta prueba.

### Método automático
El método estándar para prueba de punto de enturbiamiento (Standard Test Method of Cloud Point of Petroleum Products, ASTM D5773) es la alternativa que se utiliza al procedimiento manual. Se utiliza una herramienta automática que equivale al método D2500.
La prueba automática D5773 determina el punto de nube en menos tiempo que el método manual D2500. Además, no se necesita de ningún de refrigeración externa. La prueba D5773 es capaz de determinar punto de enturbiamiento dentro de un rango de temperatura de -60 °C a +49 °C. Los resultados tienen una resolución de temperatura de 0.1 °C.
En la ASTM D5773, la muestra se enfría un dispositivo Peltier con un ratio constante de 1.5 +/- 0.1 °C/min. Durante este periodo, la muestra se ilumina y un conjunto de sensores de luz detectan la aparición de los cristales de cera.